# Dociostaurus tartarus
Dociostaurus tartarus är en insektsart som först beskrevs av Stshelkanovtzev 1921.  Dociostaurus tartarus ingår i släktet Dociostaurus och familjen gräshoppor. Inga underarter finns listade i Catalogue of Life.